# Unión Nórdica de Pasaportes

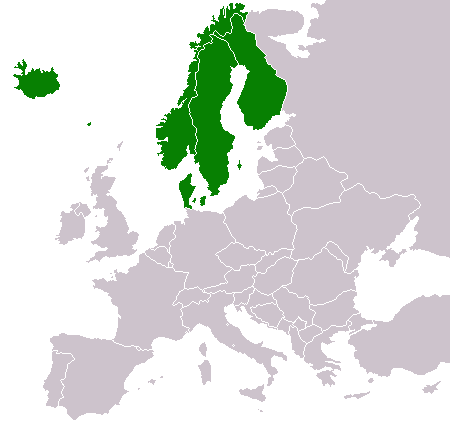
Territorios pertenecientes a la Unión Nórdica de Pasaportes

La Unión Nórdica de Pasaportes permite a los ciudadanos de los países nórdicos -Islandia, Dinamarca, Noruega, Suecia y Finlandia- viajar y residir en otro país nórdico (excepto Groenlandia y Svalbard) sin ninguna documentación de viaje (por ejemplo, pasaporte o documento de identidad) o permiso de residencia. Desde el 25 de marzo de 2001, los cinco Estados también forman parte del espacio Schengen. Las Islas Feroe forman parte de la Unión Nórdica de Pasaportes, pero no del espacio Schengen, mientras que Groenlandia y Svalbard están fuera de ambas entidades. Sin embargo, Groenlandia tiene una frontera abierta con todos los países nórdicos y permite a los ciudadanos nórdicos entrar, establecerse y trabajar sin necesidad de pasaporte o permisos. Svalbard permite a los ciudadanos nórdicos establecerse y trabajar sin necesidad de permisos, como resultado del tratado de Svalbard, pero, a excepción de los ciudadanos noruegos, para entrar en Svalbard se requiere una documentación de viaje válida (como un pasaporte o un documento de identidad de un país de la Unión Europea o de la AELC). Además, como ciudadanos de un país nórdico, los de Svalbard y Groenlandia pueden residir en cualquier otro país nórdico.
Para los ciudadanos nórdicos, no se requiere legalmente ningún documento de identidad para entrar o residir en ningún país nórdico. Sin embargo, la documentación de identidad sigue siendo útil, ya que las compañías pueden exigir pruebas de identidad para ciertos servicios, como trenes, aeropuertos y control de edad para la compra de alcohol. Normalmente se acepta cualquier prueba de identidad válida, como un carné de conducir. En el caso de los servicios destinados a los residentes, como la banca, la recogida de paquetes postales o el trato con las autoridades, a veces sólo se aceptan documentos de identidad locales, junto con pasaportes y documentos de identidad.

## Creación
La Unión Nórdica de Pasaportes se estableció en tres etapas. En 1952, Dinamarca, Noruega, Suecia y Finlandia acordaron abolir los pasaportes para viajar entre ellos y readmitir a los ciudadanos de otros países que habían entrado ilegalmente en uno de los cuatro países desde otro. El 1 de julio de 1954, el acuerdo se amplió para permitir a los ciudadanos residir y trabajar en cualquiera de los cuatro países sin permiso de residencia o trabajo. Islandia aplicó el acuerdo el 1 de enero de 1966. Los controles de pasaportes para los ciudadanos de terceros países en las fronteras entre los países miembros fueron suprimidos por un tratado entre Dinamarca, Noruega, Suecia y Finlandia firmado el 12 de julio de 1957 y que entró en vigor el 1 de mayo de 1958. El tratado se extendió a Islandia el 24 de septiembre de 1965 y a las Islas Feroe el 1 de enero de 1966. Groenlandia y Svalbard permanecen fuera de la unión de pasaportes.